# Hadaa Sendoo
Hadaa Sendoo (Sendoogiin Chadaa; * 1961 in der Inneren Mongolei, Volksrepublik China) ist ein  mongolischer Dichter, Herausgeber und Übersetzer, dessen Gedichte in mehrere Sprachen übersetzt wurden.

## Leben und Werk

### Kindheit und Jugend
Hadaa Sendoo wurde 1961 in der heutigen Inneren Mongolei geboren und wuchs in der Hauptstadt Hohhot auf. Sein Vater war Direktor eines Theaters in Hohot und seine Mutter Theaterschauspielerin.   In der ›Mittelschule‹, die dem deutschen Gymnasium entspricht, lernte er Alt-Mongolisch und Chinesisch. Während der Kulturrevolution wurde er für vier Jahre zu Nomaden ins Shiiliigool-Gebiet verschickt, woher Vater und Großeltern väterlicherseits stammen. 1984 kehrte er nach Hohot zurück und beendete die obere Mittelschule.
Hadaa Sendoo hatte als junger Mensch oft die Gelegenheit, mongolische Literatur zu lesen – so die Klassiker, die tradierten Epen, vor allem das Jangar, auch mongolische Volkslieder sowie moderne mongolische Dichtung (shuleg).

### Studium und frühe Gedichte
Auf Rat des Vaters begann Hadaa Sendoo ein Studium an der Kunsthochschule in Hohhot. Hier wurde er bald Assistent des Herausgebers einer Kunst- und Kulturzeitschrift. Seit jener Zeit schreibt er Gedichte. Im Jahr 1989 veröffentlichte er das erste Gedichtbuch, Nomadenlieder und Mondlicht, mit Texten, die er noch auf Chinesisch schrieb, allerdings mit mongolischen Themen. Der Band wurde von einem Verlag für nationale Minderheiten veröffentlicht.

### Die 1990er Jahre
1991 entschied Hadaa Sendoo sich für den Umzug in die Mongolei, in deren Hauptstadt Ulaanbaatar er heiratete und seither lebt.   Er lehrt als Professor für Literatur. Sein Forschungsschwerpunkt ist die mongolische Volksliteratur, einschließlich der Volkslieder und der mongolischen Mythologie.
1996 veröffentlichte Hadaa Sendoo das erste in modernem Mongolisch mit kyrillischen Buchstaben geschriebene Gedichtbuch Felsgesang / Rock Song. Sein Stil unterschied sich jetzt sehr von dem der frühen Dichtung. 1998 trat er dem mongolischen Schriftstellerverband bei. 1999 gründete er zusammen mit Freunden die Kulturzeitschrift The World's Mongolians, eine zweisprachige (auf Mongolisch und Englisch) in der Mongolei erscheinende Publikation. Im Sommer 1999 organisierte er zusammen mit dem mongolischen Dichter S. Tserendorj das erste Asiatische Poesie-Festival in Ulaanbaatar.

### 2000 bis heute
Im Oktober 2006 erschien der World Poetry Almanac, ein internationales Poesie-Jahrbuch in Zentralasien, das Sendoo initiierte. 2009 erschien Komm zurück zur Erde, das viel Beachtung fand. Er erhielt unter anderem den Best Book of Poetry Award der International Writers’ Association. Am 24. September 2011 schloss sich Hadaa Sendoo dem World Poetry Movement an und wurde so eines der Gründungsmitglieder dieser Bewegung.
Im Jahre 2012 wurde Hadaa Sendoo zur Teilnahme am größten je in Großbritannien veranstalteten Poesie-Festival, dem Poetry Parnassus des Southbank Centre, eingeladen. Zugleich erschienen Gedichte in der World Record Anthology, die Bloodaxe herausgab,  sowie in einer Anthologie der besten zeitgenössischen Gedichte von 60 repräsentativen Dichtern aus aller Welt.
Hadaa Sendoo ist mit zahlreichen Preise geehrt worden, darunter der Preis des Mongolischen Schriftstellerverbands. Er erhielt Auszeichnungen für literarische Leistungen in der Mongolei, Griechenland, Kanada, den USA und wurde zur Teilnahme an internationalen Poesie-Festivals in Europa, Asien, Nord- und Südamerika eingeladen. Mehrere Gedichte wurden in die Liste der Top 500 Poems aufgenommen.
Sendoos Gedichte wurden ins Griechische, Deutsche, Französische, Spanische, Portugiesische, Italienische, Hebräische, Russische, Georgische, Türkische, Litauische und Persische übersetzt.
Im Jahre 2008 wurde Hadaa Sendoo zum Mitglied der Mongolischen Akademie der Geisteswissenschaften gewählt. Hadaa Sendoo ist derzeit consulting editor des International Literary Quarterly. Er wurde vom einflussreichen International Poetry Festival of Medellin (Festival Internacional de Poesía de Medellín) als Gast eingeladen, ebenso 2011 vom Tokyo Poetry Festival (東京ポエトリー・フェスティバル).
Als 2016 Süßer Duft des Grases (بوی شیرین چمن) auf Farsi veröffentlicht wurde, erregte das Buch große Aufmerksamkeit. Das Buch wurde auf der international bekannten Tehran International Book Fair vorgestellt und diskutiert. Hadaa Sendoos Gedicht Der Wind  hört man am Ende des Films Until There – A Mongolian tale. Dieser Film wurde zuerst auf dem International Tourism Film Festival prämiert und erhielt im Jahr 2016 den Young Director Award in Cannes.

## Rezeption
Der an der Meiji-Universität in Japan lehrende Professor Ban’ya Natsuishi 夏石番矢Hadaa nannte Sendoo einen der besten Dichter, die in der heutigen Welt schreiben.   Der peruanische Dichter Carlos H. Garrido Chalen schrieb an alle Mitglieder des Schriftstellerverbandes in Lateinamerika: Hadaa Sendoo ist eine weltweit bekannte führende Dichter-Gestalt. Hadaa Sendoo wurde im Jahr 2010 vom Amerikanischen Biographischen Institut als accomplished leader of influence anerkannt.

## Einzeltitel in deutscher Sprache
- Wenn ich sterbe, werde ich träumen. Gedichte. Mongolisch / Deutsch. Übertragen von Andreas Weiland. OSTASIEN Verlag, Großheirath 2017, ISBN 978-3-946114-40-6.
- Sich zuhause fühlen. Gedichte. Ins Deutsche übertragen von Astrid Nischkauer und Andreas Weiland. Vorwort von Richard Berengarten. Pop Verlag, Ludwigsburg 2018 ISBN 978-3-86356-233-5.
- Mongolischer blauer Fleck. Gedichte. Aus den englischen Fassungen ins Deutsche übertragen von Jürgen Jankovsky. Pop Verlag, Ludwigsburg 2019, ISBN 978-3-86356-286-1.

## Einzeltitel aus dem Gesamtwerk (Auswahl)
- Chinesisch: The Nomadic Songs and Moonlight (1989).
- Mongolisch: Rock Song (1996).
- Mongolisch: The Steppe (2005).
- Englisch: Come Back to Earth (2009).
- Chinesisch: Hui gui da di / Come Back to Earth (Taipeh 2010).
- Georgisch: Yurt (Tiflis 2010).
- Mongolisch: The Road Is Not Completed (2011).
- Farsi: بوی شیرین چمن / Sweet Smell of Grass (Teheran 2016).
- Kurdisch: Aurora (2017).
- Niederländisch: Mongolian Blue Spots (2017).
- Georgisch: Mongolian Long Tone (2017).
- Norwegisch: Eit hjørne på jorda (2017).
- Russisch: Мир, разбитое сердце (2018).

## Auszeichnungen
- 1999: Literaturpreis der Stadt Athen (Athens City Hall Prize) und den Preis der zweiten Kultur-Olympiade Athen (Griechenland)
- 2000: The Poet of the Millennium Award (Indien)
- 2002: Ehrendoktorwürde der World Academy of Arts and Culture (USA/Kalifornien)
- 2009: The Mongolian Writers Union Prize (Mongolei)
- 2011: The Pinnacle of Achievement Award for Poetry (USA)
- 2014: Premio Mondiale de Poesia NOSSIDE (Italien)
- 2015: Visionary Poet Award (Kanada)
- 2017: Literaturpreis des DOOS-Festivals (Moskau/Russland) für Das Manifest der fünf Kontinente.